# Charice (album)
Charice è il secondo ed eponimo album in studio (il primo internazionale) della cantante filippina Charice, pubblicato nel 2010.

## Tracce
Edizione Nord America
1. Pyramid (featuring Iyaz) – 3:58 (Lyrica Anderson, Niclas Molinder, Joacim Persson, Johan Alkenäs)
2. Reset – 4:23 (Peter Habib, Adam Nierow, Johannes R. Joergensen)
3. In This Song – 3:36 (David Foster, Claude Kelly, Emanuel Kiriakou)
4. Nobody's Singin' to Me – 3:38 (Anne Preven, Scott Cutler)
5. Thank You – 4:16 (Tom Leonard, Klaus Derendorf)
6. I Love You – 3:05 (Kate Akhurst, Vince Pizzinga)
7. In Love So Deep – 4:08 (The Corrs, Billy Steinberg, Rick Nowels)
8. All That I Need to Survive – 4:05 (Carole Bayer Sager, Jorgen Elofsson)
9. Nothing – 3:50 (Didrik Thott, Sebastian Thott, Steve Diamond)
10. The Truth Is – 3:22 (Alex James, Jud Friedman, Allan Rich, Carsten Lindberg)
11. I Did It for You – 3:43 (Molinder, Alkenäs, Persson, Ryan Tedder)
12. Note to God – 3:59 (Diane Warren)

Tracce aggiuntive Edizione internazionale
1. I Did It for You (con Drew Ryan Scott da Varsity Fanclub) – 3:44 (Molinder, Alkenäs, Persson, Tedder)

## Classifiche
| Classifica (2010) | Posizione raggiunta |
| ----------------- | ------------------- |
| Stati Uniti       | 8                   |